# 王萬邦墓
王萬邦墓位於四川省渠縣安北鄉，文物遺址年代判定為清。1991年4月16日公佈為四川省第三批文物保護單位。